# Чанъэ-7
Чанъэ́-7 (кит. упр. 嫦娥七号, пиньинь Cháng'é qīhào) — планируемая китайская автоматическая межпланетная станция (АМС) четвёртой фазы китайской программы исследования Луны. 
Запуск станции и спуск аппарата на южный полюс Луны планируется на 2026 год, с луноходом ОАЭ «Рашид-2»; по плану он продолжит миссию запускаемого немного ранее туда же Чанъэ-6. Как и его предшественники, космический аппарат миссии назван в честь китайской богини Луны Чанъэ.
Включённая в программу Международной лунной станции, эта миссия будет координироваться с российской Луна-Ресурс-1 (Луна-26 и Луна-27).
Продолжением миссии Чанъэ-7 станет АМС Чанъэ-8.

## Обзор
Лунная программа Китая по плану началась с четырёх фаз, по нарастанию технической сложности:
1. Выход на окололунную орбиту: задача, выполненная Чанъэ-1 в 2007 и Чанъэ-2 в 2010 году.
2. Запуск и работа луноходов, осуществлённые Чанъэ-3 в 2013 и Чанъэ-4 в 2019 году.
3. Сбор образцов на видимой стороне Луны и отправка их на Землю, осуществлённая Чанъэ-5 в 2020 году.
4. Развёртывание роботизированной научной станции на южном полюсе Луны[3][4][5]. Эту фазу в 2023—2024 должен открыть аппарат Чанъэ-6. Продолжением именно этой фазы и станет аппарат Чанъэ-7.

Цель программы — подготовить и упростить пилотируемую посадку на южном полюсе Луны в 2030-е годы с постройкой там обитаемого форпоста, роль которого с 2021 года играет планируемая совместно с Россией Международная научная лунная станция.

## Состав миссии
Миссия Чанъэ-7 должна будет состоять из орбитального модуля и посадочного модуля, несущего луноход и летающий мини-зонд. Миссию будет поддерживать ретрансляционный спутник, который может стать улучшенной версией ретрансляционного спутника Цюэцяо, работающего для миссии Чанъэ-4 в точке Лагранжа L2 системы Земля-Луна.

## Научная нагрузка
На Чанъэ-7 планируются 23 научных аппарата для проведения детального исследования среды и ресурсов в районе южного полюса Луны. Посадка планируется в конкретную точку. Летающий мини-зонд будет производить исследования постоянно затенённой зоны кратера. Аппарат будет оборудован анализаторами воды и изотопов водорода.
Орбитальный модуль планируется оснастить картирующей камерой высокого разрешения, радаром, инфракрасными камерами, датчиком нейтронов, гамма-спектрометром и магнетометром. Ретрансляционный спутник будет проводить измерения радиоинтерферометрии со сверхдлинными базами и радиоастрономические наблюдения. Посадочный модуль и луноход будут нести научные инструменты, уже проверенные предыдущими миссиями программы, включая топографическую, панорамную и ультрафиолетовую камеры и георадар. Новые эксперименты будут проводиться сейсмометром, магнетометром и рамановским спектрометром

## Описание миссии
Запуск миссии планируется в 2024 году, ракетой-носителем «Чанчжэн-5» с космодрома Вэньчан, расположенном на острове Хайнань.